# 卢科代马尔西
卢科代马尔西（義大利語：Luco dei Marsi）是意大利阿布鲁佐大区拉奎拉省的一个市镇。总面积44.61平方公里，人口6037人，人口密度140人/平方公里（2013年）。ISTAT代码为066051。
卢科代马尔西大约建立于罗马帝国克劳狄一世在位的时期。在此建立市镇是为了安置因富奇湖枯竭而被迫离开的居民。城镇的名字源于附近的Angitiae森林。在中世纪时此地曾是科隆纳家族的封地。

## 友好城市
- 法國 斯坦